# Saliut 6
Saliut 6 (rus: Салют-6; lit. Salutació 6), DOS-5, va ser una estació espacial orbital soviètica, la vuitena com a part del programa Saliut. Llançada el 29 de setembre de 1977 per un coet Proton, l'estació va ser la primera de la 'segona generació' d'estacions espacials. La Saliut 6 contenia diversos avanços revolucionaris sobre les anteriors estacions espacials soviètiques, no obstant manté un disseny semblant. Es va incloure l'afegiment d'un segon port d'acoblament, un nou sistema de propulsió i l'instrumental científic primari de l'estació, el telescopi multiespectral BST-1M. L'afegiment del segon port d'acoblament permetia els traspassos de tripulació i l'abastiment de l'estació per naus de subministrament no tripulades Progress de manera possible per primer cop, que al mateix temps va permetre al programa a evolucionar les visites de curta duració a expedicions de llarga duració, marcant l'inici de la transició a les estacions espacials de recerca multimodulars i de llarga duració.
Des de 1977 fins a 1982, la Saliut 6 va ser visitada per cinc tripulacions de llarga duració i onze de curta, incloent-hi cosmonautes dels països del pacte de Varsòvia com a part del programa Intercosmos. Aquestes tripulacions van ser responsables de realitzar les missions primàries de la Saliut 6, incloent astronomia, observacions terrestres i l'estudi de l'efecte del vol espacial en el cos humà. Seguit de la finalització d'aquestes missions i el llançament de l'estació successora, la Saliut 7, la Saliut 6 va ser desorbitada el 29 de juliol de 1982, gairebé cinc anys després del seu llançament.

## Descripció
La Saliut 6, llançada en un coet Proton 8K82K el 29 de setembre de 1977, va marcar el canvi de les estacions en desenvolupament per l'enginyeria a operacions de rutina, i va unir els elements més efectius de les estacions anteriors. El sistema de navegació, suportat per l'ordinador semiautomàtic Delta descrivia l'òrbita i el sistema Kaskad controlava l'orientació, que estava basada la Saliut 4, com també el sistema d'energia, que consistia en un conjunt de tres panells solars orientables produint un màxim de 4 kilowatts d'energia en 51 m². El sistema de regulació tèrmica de l'estació, que utilitzava un conjunt sofisticat d'aïllants i radiadors, també va derivar de la Saliut 4. A més a més, la Saliut 6 va utilitzar els sistemes ambientals utilitzats per primer cop a la Saliut 3, i controlava la seva orientació utilitzant els girodens provats per primer cop en aquella estació.

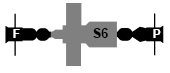
La Saliut 6 amb la Progress (P) i la Soiuz (F)

 L'aspecte més important del Saliut 6, va ser l'afegiment del segon port d'acoblament a l'extrem de popa de l'estació, que va permetre que dos naus espacials poguessin acoblar-se alhora. Al mateix temps, això també va permetre a les tripulacions residents a rebre expedicions de visita curtes mentre romanien a bord, i per als traspassos de tripulació. Aquests traspassos, només tenien lloc quan una expedició desocupava l'estació després d'arribar la següent, permetent la contínua ocupació. La primera tripulació de llarga duració en visitar l'estació va trencar el rècord de durada aconseguit a bord de l'estació Skylab americana, amb 96 dies en òrbita, mentre que l'expedició més llarga va durar 185 dies. Algunes de les expedicions de visita van volar com a part del programa Intercosmos, amb cosmonautes no soviètics visitant l'estació. Vladimír Remek de Txecoslovàquia, el primer viatger espacial que no era americà ni de l'URSS, va visitar la Saliut 6 en 1978, i l'estació va allotjar cosmonautes d'Hongria, Polònia, Romania, Cuba, Mongòlia, Vietnam, i Alemanya de l'Est.
La part posterior dels dos ports va ser omplert amb canonades per permetre que l'estació sigui reproveïda de combustible per la nau espacial no tripulada Progress. Aquestes naus, que transportaven subministraments i equipament extra per mantenir l'estació reposada, va ajudar a assegurar que la tripulació sempre realitzaria treball científic útil a bord de l'estació. En total, es van realitzar dotze vols del Progress lliurant 20 tones d'equipament, subministraments i combustible.
L'afegiment del port d'acoblament extra va causar l'adopció del sistema de propulsió de doble cambra derivada de l'Almaz utilitzat per primer cop en la Saliut 3 i 5, amb les dues toveres del motor produint cadascun 2,9 kilonewtons d'impuls muntats perifèricament en cada costat del port de popa. La Saliut 6 va introduir un Sistema de Propulsió Unificat, on els motors i els impulsadors de control de l'estació cremaven dimetilhidrazina asimètrica i tetraòxid de dinitrogen, disposats en un grup de tancs pressuritzats, permetent capacitat de proveïment de les Progress visitants explotat al màxim efecte. El motor complet i el tanc d'emmagatzematge de combustible estava contingut en una zona no pressuritzada a la part del darrere de l'estació, que tenia el mateix diàmetre que el compartiment principal pressuritzat. No obstant això, la substitució del motor Soiuz utilitzat en estacions anteriors amb el compartiment resultava en una longitud total semblant a les seves predecessores.
Per possibilitar els passeigs espacials, la Saliut 6 va ser equipada amb una escotilla d'EVA que s'obria cap endins en el costat del davant del compartiment de transferència, que podia ser utilitzat com a cambra d'aire de manera semblant al sistema utilitzat en la Saliut 4. Aquest compartiment contenia dos nous vestits espacials semirígids que permetien una major flexibilitat que els vestits anteriors, i es podien vestir en cinc minuts en cas d'emergència. Finalment, l'estació va oferir millores considerables en condicions de vida que en missions anteriors, amb la maquinària silenciada, les tripulacions van ser proveïdes de bressols dissenyats per dormir, dutxa i un gran gimnàs.

### Instruments
Els instruments primaris transportats a bord de l'estació foren el telescopi multiespectral BST-1M, que podia realitzar observacions astronòmiques en infraroig, ultravioleta i en espectre de submilímetre utilitzant un mirall d'1,5 metres de diàmetre que va ser operat en condicions criogèniques al voltant de −269 °C. El telescopi podia operar només quan la Saliut 6 era sobre la part nocturna de la Terra, i tenia la seva coberta tancada la resta del temps.
El segon principal instrument fou la càmera multiespectral MKF-6M, que va realitzar observacions terrestres. Era una forma de millora d'una càmera provada per primer cop en el Soiuz 22, que capturava una àera de 165 vegades 220 quilòmetres en cada imatge, a una resolució de 20 metres. Cada imatge va ser capturada simultàniament en sis bandes en cassets de 1200 fotogrames, que requeria una substitució regular a causa dels efectes de nebulització de la radiació. La Saliut 6 també comptava amb la càmera topogràfica estereoscòpica KATE-140 amb una longitud focal de 140 mil·límetres, que capturava imatges de 450 vegades 450 quilòmetres amb una resolució de 50 metres en l'espectre visible i infraroig, que podia ser operat tan remotament com pels tripulants residents. Les capacitats fotogràfiques de l'estació foren àmplies i el Ministeri d'Agricultura Soviètica va plantar un seguit de cultius especialment seleccionats en zones de proves per examinar les capacitats de les càmeres.
Per poder ampliar les capacitats científiques, la Saliut 6 va ser equipada amb 20 ulls de bou per a observacions, dues cambres d'aire científiques per exposar equip a l'espai o expulsar deixalles, i diversos aparells per dur a terme experiments biològics. Més tard durant el vol, una nau espacial Progress va lliurar un telescopi extern, l'observatori de ràdio KRT-10, que incorporava una antena direccional i cinc radiòmetres. L'antena va ser desplegada a la part posterior de la zona d'acoblament, amb el controlador dins de l'estació, i va ser utilitzat tant per a observacions astronòmiques com meteorològiques.

## Naus de suport

La variant Progress original, que va ser utilitzada per primer cop per abastir la Saliut 6 en 1978

La Saliut 6 va ser recolzada principalment per la nau espacial tripulada Soiuz, que va transportar les tripulacions i hauria ser utilitzat també en cas d'evacuació en cas d'emergència. Les naus s'acoblaven automàticament a l'estació, utilitzant el nou sistema d'acoblament automàtic Igla, i va ser utilitzat per a les tripulacions en sortida de tornada cap a la Terra al final del seu vol.
L'estació va ser la primera a ser proveïda de subministraments per les llavors recents naus espacials no tripulades Progress, tot i que només podien acoblar-se al port posterior, ja que les canonades que permetien a la nau omplir l'estació de fluids no estaven disponibles al port davanter. Aquestes naus s'acoblaven automàticament a l'estació gràcies al Igla, i llavors els cosmonautes obrien l'escotilla i transferien la càrrega, mentre que el combustible es feia automàticament sota la supervisió del control de terra.
A més de les Soiuz i les Progress, després que partís la tripulació final, la Saliut 6 va ser visitada per una nau espacial de transport experimental anomenada Kosmos 1267 en 1982. Aquesta nau, coneguda com la TKS, va ser dissenyada originalment pel programa Almaz, i va demostrar que mòduls grans podien acoblar-se automàticament amb estacions espacials, un pas important per a la construcció d'estacions multimodulars com la Mir i l'Estació Espacial Internacional.

## Tripulacions residents
L'estació va rebre 16 tripulacions de cosmonautes, incloent-hi sis tripulacions de llarga duració, amb l'expedició més llarga amb duració de 185 dies. Les missions amb tripulacions residents van ser identificades amb un prefix EO, mentre que les missions de curta duració ho feren amb EP.
1. El 10 de desembre de 1977 la primera tripulació resident, Iuri Romanenko i Gueorgui Gretxko, va arribar en la Soiuz 26 i va romandre a bord de la Saliut 6 durant 96 dies.
2. El 15 de juny 1978, Vladímir Kovaliónok i Aleksandr Ivantxénkov (Soiuz 29) van arribar i romandre a bord durant 140 dies.
3. Vladímir Liàkhov i Valeri Riumin (Soiuz 32) van arribar el 25 de febrer de 1979 i van estar 175 dies.
4. El 9 d'abril 1980 Leonid Popov i Valeri Riumin (Soiuz 35) van arribar per realitzar l'estada més llarga en la Saliut 6, 185 dies. Mentre eren a bord, el 19 de juliol, van enviar salutacions als participants de les Olimpíades i van desitjar un bon inici dels jocs en les comunicacions en directe entre l'estació i el Central Lenin Stadium, on es va celebrar la cerimònia d'obertura dels Jocs Olímpics d'Estiu de 1980. Van aparèixer en el marcador de l'estadi i les seves veus eren doblades a través dels altaveus.
5. Una missió de reparació, que consistia amb Leonid Kizim, Oleg Màkarov, i Guennadi Strekàlov (Soiuz T-3) van treballar a l'estació durant 12 dies començant el 27 de novembre de 1980.
6. El 12 de març de 1981 va començar l'última tripulació resident, Vladímir Kovaliónok i Víktor Savinykh, amb una duració de 75 dies.

## Operacions

### Operacions d'acoblament
| Nau espacial | Dia d'acoblemant       | Temps d'acoblament | Port      | Dia de desacoblament   | Temps de desacoblament | Duració (dies) |
| ------------ | ---------------------- | ------------------ | --------- | ---------------------- | ---------------------- | -------------- |
| Soiuz 25     | 10 d'octubre de 1977   | 07:09              | davanter  | 11 d'octubre de 1977   | ~08:00                 | 1,03           |
| Soiuz 26     | 11 de desembre de 1977 | 06:02              | posterior | 16 de gener de 1978    | 14:22                  | 36,35          |
| Soiuz 27     | 11 de gener de 1978    | 17:06              | davanter  | 16 de març de 1978     | 11:00                  | 63,75          |
| Progress 1   | 22 de gener de 1978    | 13:12              | posterior | 7 de febrer de 1978    | 08:55                  | 15,82          |
| Soiuz 28     | 3 de març de 1978      | 20:10              | posterior | 10 de març de 1978     | 13:25                  | 6,72           |
| Soiuz 29     | 17 de juny de 1978     | 00:58              | davanter  | 3 de setembre de 1978  | 11:23                  | 78,43          |
| Soiuz 30     | 29 de juny de 1978     | 20:08              | posterior | 5 de juliol de 1978    | 13:15                  | 6,71           |
| Progress 2   | 9 de juliol de 1978    | 15:59              | posterior | 2 d'agost de 1978      | 07:57                  | 23,66          |
| Progress 3   | 10 d'agost de 1978     | 03:00              | posterior | 21 d'agost de 1978     | -                      | ~11            |
| Soiuz 31     | 27 d'agost de 1978     | 19:37              | posterior | 7 de setembre de 1978  | 13:53                  | 10,76          |
| Soiuz 31     | 7 de setembre de 1978  | 14:21              | davanter  | 2 de novembre de 1978  | 10:46                  | 55,85          |
| Progress 4   | 6 d'octubre de 1978    | 04:00              | posterior | 24 d'octubre de 1978   | 16:07                  | 18,50          |
| Soiuz 32     | 26 de febrer de 1979   | 08:30              | davanter  | 13 de juny de 1979     | 12:51                  | 107,18         |
| Progress 5   | 14 de març de 1979     | 10:20              | posterior | 3 d'abril de 1979      | 19:10                  | 20,37          |
| Progress 6   | 15 de maig de 1979     | 09:19              | posterior | 8 de juny de 1979      | 11:00                  | 24,07          |
| Soiuz 34     | 8 de juny de 1979      | 23:02              | posterior | 14 de juny de 1979     | 19:18                  | 5,84           |
| Soiuz 34     | 14 de juny de 1979     | ~19:50             | davanter  | 19 d'agost de 1979     | 12:08                  | 65,86          |
| Progress 7   | 30 de juny de 1979     | 14:18              | posterior | 18 de juliol de 1979   | 06:50                  | 17,69          |
| Soiuz T-1    | 19 de desembre de 1979 | 17:05              | davanter  | 24 de març de 1980     | 00:04                  | 94,29          |
| Progress 8   | 29 de març de 1980     | 23:01              | posterior | 25 d'abril de 1980     | 11:04                  | 26,50          |
| Soiuz 35     | 10 d'abril de 1980     | 18:16              | davanter  | 3 de juny de 1980      | 14:47                  | 53,85          |
| Progress 9   | 29 d'abril de 1980     | 11:09              | posterior | 20 de maig de 1980     | 21:51                  | 21,45          |
| Soiuz 36     | 27 de maig de 1980     | 22:56              | posterior | 4 de juny de 1980      | 18:08                  | 7,86           |
| Soiuz 36     | 4 de juny de 1980      | 19:38              | davanter  | 31 de juliol de 1980   | 14:55                  | 56,86          |
| Soiuz T-2    | 6 de juny de 1980      | 18:58              | posterior | 9 de juny de 1980      | 12:24                  | 2,73           |
| Progress 10  | 1 de juliol de 1980    | 08:53              | posterior | 18 de juliol de 1980   | 01:21                  | 16,69          |
| Soiuz 37     | 24 de juny de 1980     | 23:02              | posterior | 1 d'agost de 1980      | 19:43                  | 7,86           |
| Soiuz 37     | 1 d'agost de 1980      | ~20:10             | davanter  | 11 d'octubre de 1980   | 09:30                  | 70,56          |
| Progress 11  | 30 de setembre de 1980 | 20:03              | posterior | 9 de desembre de 1980  | 13:23                  | 69,72          |
| Soiuz T-3    | 28 de novembre de 1980 | 18:54              | davanter  | 10 de desembre de 1980 | 09:10                  | 11,59          |
| Progress 12  | 26 de gener de 1981    | 18:56              | posterior | 19 de març de 1981     | 21:14                  | 52,09          |
| Soiuz T-4    | 13 de març de 1981     | 23:33              | davanter  | 26 de maig de 1981     | -                      | ~74            |
| Soiuz 39     | 23 de març de 1981     | 19:28              | posterior | 30 de març de 1981     | 11:22                  |                |
| Soiuz 40     | 15 de maig de 1981     | 21:50              | posterior | 22 de maig de 1981     | 13:37                  | 6,66           |
| Kosmos 1267  | 19 de juny de 1981     | 10:52              | davanter  | permanentment acoblat  | -                      | -              |

Data i hora en Hora de Moscou de 24 hores. Font:

### Tripulacions
| Expedició        | Tripulació                                                       | Data de llançament              | Vol d'anada | Data d'aterratge                | Vol de tornada | Duració (dies) |
| ---------------- | ---------------------------------------------------------------- | ------------------------------- | ----------- | ------------------------------- | -------------- | -------------- |
| Saliut 6 - EO-1  | Iuri Romanenko, Gueorgui Gretxko                                 | 10 de desembre de 1977 01:18:40 | Soiuz 26    | 16 de març de 1978 11:18:47     | Soiuz 27       | 96,42          |
| Saliut 6 - EP-1  | Vladímir Djanibékov, Oleg Màkarov                                | 10 de gener de 1978 12:26:00    | Soiuz 27    | 16 de gener de 1978 11:24:58    | Soiuz 26       | 5,96           |
| Saliut 6 - EP-2  | Aleksei Gúbarev, Vladimír Remek - Txecoslovàquia                 | 2 de març de 1978 15:28:00      | Soiuz 28    | 10 de març de 1978 13:44:00     | Soiuz 28       | 7,93           |
| Saliut 6 - EO-2  | Vladímir Kovaliónok, Aleksandr Ivantxénkov                       | 15 de juny de 1978 20:16:45     | Soiuz 29    | 2 de novembre de 1978 11:04:17  | Soiuz 31       | 139,62         |
| Saliut 6 - EP-3  | Piotr Klimuk, Miroslaw Hermaszewski - Polònia                    | 27 de juny de 1978 15:27:21     | Soiuz 30    | 5 de juliol de 1978 13:30:20    | Soiuz 30       | 7,92           |
| Saliut 6 - EP-4  | Valeri Bikovski, Sigmund Jähn - República Democràtica d'Alemanya | 26 d'agost de 1978 14:51:30     | Soiuz 31    | 3 de setembre de 1978 11:40:34  | Soiuz 29       | 7,87           |
| Saliut 6 - EO-3  | Vladímir Liàkhov, Valeri Riumin                                  | 25 de febrer de 1979 11:53:49   | Soiuz 32    | 19 d'agost de 1979 12:29:26     | Soiuz 34       | 175,02         |
| Saliut 6 - EO-4  | Leonid Popov, Valeri Riumin                                      | 9 d'abril de 1980 13:38:22      | Soiuz 35    | 11 d'octubre de 1980 09:49:57   | Soiuz 37       | 184,84         |
| Saliut 6 - EP-5  | Valeri Kubàssov, Bertalan Farkas - Hongria                       | 26 de maig de 1980 18:20:39     | Soiuz 36    | 3 de juny de 1980 15:06:23      | Soiuz 35       | 7,87           |
| Saliut 6 - EP-6  | Iuri Malyshev, Vladímir Aksyonov                                 | 5 de juny de 1980 14:19:30      | Soiuz T-2   | 9 de juny de 1980 12:39:00      | Soiuz T-2      | 3,93           |
| Saliut 6 - EP-7  | Víktor Gorbatko, Pham Tuan - Vietnam                             | 23 de juliol de 1980 18:33:03   | Soiuz 37    | 31 de juliol de 1980 15:15:02   | Soiuz 36       | 7,86           |
| Saliut 6 - EP-8  | Iuri Romanenko, Arnaldo Tamayo Méndez - Cuba                     | 18 de setembre de 1980 19:11:03 | Soiuz 38    | 26 de setembre de 1980 15:54:27 | Soiuz 38       | 7,86           |
| Saliut 6 - EO-5  | Leonid Kizim, Oleg Màkarov Guennadi Strekàlov                    | 27 de novembre de 1980 14:18:28 | Soiuz T-3   | 10 de desembre de 1980 09:26:10 | Soiuz T-3      | 12,80          |
| Saliut 6 - EO-6  | Vladímir Kovaliónok, Víktor Savinykh                             | 12 de març de 1981 19:00:11     | Soiuz T-4   | 26 de maig de 1981 12:37:34     | Soiuz T-4      | 74,73          |
| Saliut 6 - EP-9  | Vladímir Djanibékov, Jugderdemidiyn Gurragcha - Mongòlia         | 22 de març de 1981 14:58:55     | Soiuz 39    | 30 de març de 1981 11:40:58     | Soiuz 39       | 7,86           |
| Saliut 6 - EP-10 | Leonid Popov, Dumitru Prunariu - Romania                         | 14 de maig de 1981 17:16:38     | Soiuz 40    | 22 de maig de 1981 13:58:30     | Soiuz 40       | 7,86           |

Data i hora en Hora Universal Coordinada de 24 hores.

### Passeigs espacials
| EVA             | Caminadors espacials     | Data                   | Inici EVA | Fi EVA | Duració (hores) | Comentaris |
| --------------- | ------------------------ | ---------------------- | --------- | ------ | --------------- | --- |
| Saliut 6 - PE-1 | Romanenko & Gretxko      | 19 de desembre de 1977 | 21:36     | 23:04  | 1:28            | Prova del vestit espacial Orlan-D, inspecció del sistema d'acoblament i desplegament del cassette Medusa.                                        |
| Saliut 6 - PE-2 | Kovaliónok & Ivantxénkov | 29 de juliol de 1978   | 04:00     | 06:20  | 2:05            | Recuperació del cassette Medusa i del detector de micrometeoroides passiu, desplegament del detector de radiació & nous cassettes experimentals. |
| Saliut 6 - PE-3 | Riumin & Liàkhov         | 15 d'agost de 1979     | 14:16     | 15:39  | 1:23            | Eliminació del plat del radiotelescopi KRT-10, recuperació de cassettes d'experiments.                                                           |

Dates i hores en Hora Universal Coordinada de 24 hores. Font: